# Maria Bellucci
Maria Bellucci, pseudonimo di Margit Szállontay (Karl-Marx-Stadt, 27 giugno 1977), è un'ex attrice pornografica ungherese, la cui carriera si è svolta tra il 1996 ed il 2014.

## Biografia
È nata nel 1977 in Sassonia, nella Repubblica Democratica Tedesca, ma da genitori di nazionalità e lingua ungherese. La famiglia si è presto trasferita in Ungheria, cosicché anche l'attrice è oggi di nazionalità e lingua ungherese.
Non particolarmente interessata agli studi, dopo la scuola primaria ha seguito un corso per parrucchiera e ha esercitato il mestiere fino al 1996. Nell'autunno di quell'anno ha iniziato l'attività di attrice pornografica.
Ha scelto il nome d'arte con il quale è più nota perché “suona bene” e per la sua leggera somiglianza con l'attrice Monica Bellucci: Bellucci si associa bene con il suo vero nome di battesimo, Margit (Maria).
Lavora inizialmente in Germania, per piccole case di produzione, in seguito soprattutto in Italia. Dal 2003 è rappresentata in esclusiva dall'agenzia Movidaagency. Dal 2004 ha un contratto con la casa di produzione ungherese Fókusz Videó, per la quale partecipa a numerosi festival dell'erotismo e spettacoli hard dal vivo, sia in Ungheria che altrove. Sempre dal 2004 intraprende la produzione di film pornografici, in genere da lei stessa interpretati.

## Premi
- 2007 AVN Award nomination – Best POV Sex Scene – POV Centerfolds 3[3]
- 2009 AVN Award nomination – Best All-Girl Group Sex Scene – Girlgasmic[4]

## Filmografia
Maria Bellucci ha preso parte a più di 200 film, tra i quali:
- 2 Hot 2 Handle (Paradise Film)
- 2 On 1 #28 (Diabolic)
- ... Anal Anatomy (Legend)
- ... Anal Total (Tabu)
- ... Anita Rinaldi Planet Sexxx (PM)
- ... As Aventuras sexuals de Ulysses (Joe d'Amato)
- ... Cuisses Ouvertes (Marc Dorcel)
- ... Experiencias eroticas 1 & 2 (Joe d'Amato)
- ... Il Culetto Mi Piace Stretto (Top Line)
- ... Intrigo (Hustler)
- ... La Belle et la Bête
- ... La Ragazza dalla pelle di luna (Showtime)
- ... Mamma (Colmax,)
- ... Selen L'Affaire de la Jungle (Blue One)
- ... Wilde Ficks Im Frauenknast (Tabu)
- A Taste Of Pleasure (Private)
- A Wonderful Blonde Whore (Pleasure)
- A is for Anal (Private)
- A2M 11 (Anabolic)
- ATM POV (Platinum X)
- All You Can Eat 3 (Zero Tolerance)
- Amore & Psiche (Joe d'Amato)
- Amplessi Anali (FM Video)
- Anal Asspirations 2 (Diabolic)
- Anal Asspirations 7 (Diabolic)
- Anal Deluxxe 2 (ATV)
- Anal Driller 8 (Lex Drill)
- Anal Excursions 4 (Lex Drill)
- Anal Extrem 4 (Tabu)
- Ass Quest 2 (Sin City)
- Assman 28 (Anabolic)
- Balls Deep 12 (Diabolic)
- Beautiful Anal Divas 2 (Bad Seed)
- Between The Cheeks (Original Ent)
- Big Babies in Budapest 1 (Elegant Angel)
- Black Out Sex (Preziosa)
- Blow Up (In-X-Cess)
- Bore My Asshole 3 (Red Light)
- Brides And Bitches (Private)
- Budapest Diary 2 (Vivid)
- Bukkake Milk Shake (Private)
- Business (Geo Media)
- CKP (Colmax)
- Calamity Jane 1 (Sin City)
- Calamity Jane 2 (Sin City)
- Cara Maestra! 2 (FM)
- Castle Danube (Vivid)
- Che Gelida Manina... (Top Line)
- Cheating Wives Tales 9 (New Sensations)
- Cherry Bomb 3 (Zero Tolerance)
- Coeds (Rocxi)
- Colpi di pennello (Preziosa)
- Colti in Fallo (Top Line)
- Come Tira La Patatina (Top Line)
- Con Tutto L'Amore Che Posso (FM Video)
- Contratto Indecente (Top Line)
- Cosce Chiuse Spalancate (Top Line)
- Crack Her Jack 7 (Evil Angel)
- Creola (Top Line)
- Crocerossine Italiane Offresi (FM Video)
- Cucci - delitto a luci roose (FM)
- Cuore di pietra
- Cum Hungry Leave Full (Zero Tolerance)
- Cum On My Face 6 (Private)
- Cumback Pussy 33 (Elegant Angel)
- Dangerous Things 2 (Private)
- Devil In The Flesh (Private)
- Die Versaute Nonne (MMV)
- Dirty Carnival - Carnevale immorale (Top Line)
- Double Anal Explosion (Creative World)
- Double Dynamite 3 (21sextury)
- Double Game (Pink'O)
- Escape From Carpathia (Vivid)
- Euro Angels 16 (Evil Angel)
- Fino A Farmi Male (Top Line)
- Foxy Girl (Brick House)
- Freestyle Sex (Private)
- Giocattolo di carne (Top Line)
- Grand Theft Anal 11 (Zero Tolerance)
- Grandi Labbra (Top Line)
- Grandi Labbra - Il Ritorno (Top Line)
- Gypsy Seduction (Rocxi)
- Hardcore Innocence 3 (Elegant Angel)
- Harem 2000 (In-X-Cess)
- Hell's Angels (Mercenary)
- Hercules & Samson in the Land of the Amazons (In-X-Cess)
- Hercules: A Sex Adventure (In-X-Cess)
- Huren Des Krieges (MMV)
- Hôtesses de nuit (Marc Dorcel)
- I Vizi delle collegiali (Rabbit)
- Immorale (Moonlight)
- Inculate in Famiglia (E.P.M.)
- Incumming 13 (Diabolic)
- Innocenza Violata (Moonlight)
- Internal Violations 5 (New Sensations)
- Intrecci Immorali (Top Line)
- Intrigo (ATV)
- Julia (Private)
- KKK - Storie violente dell'America di ieri (FM Video)
- Kesse Kätzchen (Venus Media)
- Kiss of Death (Vivid)
- L'EduKatrice (Top Line)
- L'Eredità (Top Line)
- L'institut du Vice (Marc Dorcel)
- La Contessa e l'Orfanella (FM Video)
- La Prima Volta (Top Line)
- La professoressa di lingue (Top Line)
- La Scrittrice (Top Line)
- La Truffa (Top Line, it.)
- La Vita Segreta di Jasmine (Salieri Entertainment Group)
- Le 3 Porche Preferite Dagli Italiani (Top Line)
- Le Magnifiche 7 (FM Video)
- Le Preferite di Franco Trentalance 2 (FM Video)
- Le Signore Delle Acque. Squirt (FM Video)
- Lesbian College Coeds 2 (Pearl Prod.)
- Lesbian College Coeds 3 (Pearl Prod.)
- Lettere Indecenti (RR)
- Life Of Maria Bellucci (Private)
- Lovers (Rocxi)
- Lulu's Nights (Rocxi)
- Lune de Miel (Colmax)
- Mamma (Showtime)
- MILF (Paradise Film)
- Mad Sex Party Pussy Prison (Eromaxx)
- Mike In Action (DMG)
- Miles From Needles (Vivid)
- Milfs Take Diesel (Vengeance)
- Monster Cock Fuckfest 6 (Hush Hush)
- Off Limits (In-X-Cess)
- Olympus: Refuge of Gods (In-X-Cess)
- P.O.V. Centerfolds 3 (Zero Tolerance)
- Peccati di gola (Rabbit)
- Penetration 13 (Anabolic)
- Penetration 9 (Anabolic)
- Penocchio (Salieri Entertainment Group)
- Pericolosamente Sola (Top Line)
- Pink Panther (Rabbit)
- Planet Sex (Xcel)
- Private Football Cup 2006 (Private)
- Private XXX: Sex Kittens (Private)
- Provocazioni (Top Line)
- Puttane si Nasce (Ursula Calvacanti)
- Residence - I peccati di mia moglie (Top Line)
- Rock Erotic Picture Show (Luca Damiano)
- SDF (Colmax)
- Santo Domingo Connection (Private)
- Scambi Di Coppia (Top Line)
- Segretario a tempo pieno (Top Line)
- Sesso On Line (Top Line)
- Sesso Pericoloso (Maria Bellucci) 2004
- Sex Collections (Top Line)
- Sfilate ad alta tensione (Top Line)
- Slutty & Sluttier 4 (Evil Angel)
- Soccer Girls (Private)
- Sodom & Gamorra (In-X-Cess)
- Spaghetti Connection (Pink'o, It.)
- Stories 10 (Private)
- Stories 18 (Private)
- Stories 20 (Private)
- Stories 27 (Private)
- Strani Piaceri (Top Line)
- Summer Love (Private)
- Summer Wind 1 (Private)
- Sweet Lady 1 (Private)
- Taylor Loves Rocco 1 (Vivid)
- Taylor Loves Rocco 2 (Vivid)
- Teenies 48: Ausgeflippt (XY)
- Ten Little Piggies 5 (Platinum X)
- Tentazione (Moonlight)
- The Party (Erotic Media)
- The ProfessiAnals 8 (Hustler)
- The Pyramid 2 (Private)
- The Queen of the Elephants 1 (In-X-Cess)
- The Queen of the Elephants 2 (In-X-Cess)
- The Swindle (H2 Video)
- The Voyeur 8 (Evil Angel)
- This Butt's For You 3 (Evil Angel)
- Torero (Marc Dorcel)
- Totally Anal 6 (CDI)
- Triple X 28 (Private)
- Triple X 32 (Private)
- Triple X Files 8 (Private)
- Tropical 17: Fantasy Lagoon (Private)
- Tropical 18: Puerto Rican Affairs (Private)
- Ulysses (In-X-Cess)
- Un Gioco Pericoloso (Top Line)
- Victima de una Traicion (Salieri Entertainment Group)
- Voyages sexuels d'Eva à travers le temps (Blue One)
- Wet Young Bitches (Private)
- Without Limits 1 (Private)
- XXX 13 (Private)
- XXX 15 (Private)